# George Nayeja
George Whiteson Nayeja (ur. 15 czerwca 1946) – malawijski kolarz szosowy, olimpijczyk.
Dwukrotny uczestnik igrzysk olimpijskich (IO 1984, IO 1988). Podczas igrzysk w Los Angeles zajął ostatnie, 26. miejsce w drużynowej jeździe na czas na dystansie 100 km. Nie ukończył wyścigu indywidualnego ze startu wspólnego. Na igrzyskach w Seulu w 1988 roku wystartował w tych samych konkurencjach. Zajął ostatnie, 30. miejsce w drużynowej jeździe na czas, a wyścigu indywidualnego ponownie nie ukończył.
Jest najstarszym malawijskim sportowcem, który kiedykolwiek wziął udział w igrzyskach olimpijskich – podczas startu w Seulu miał ukończone 42 lata i 105 dni (stan po IO 2020). 